# Фулерон
Фулерон (фр. Foulayronnes) насеље је и општина у југозападној Француској у региону Аквитанија, у департману Лот и Гарона која припада префектури Ажан.
По подацима из 2011. године у општини је живело 5095 становника, а густина насељености је износила 176,54 становника/km². Општина се простире на површини од 28,86 km². Налази се на средњој надморској висини од 170 метара (максималној 206 m, а минималној 44 m).

## Демографија
| 1962. | 1968. | 1975. | 1982. | 1990. | 1999. | 2011. |
| ----- | ----- | ----- | ----- | ----- | ----- | ----- |
| 1.235 | 1.997 | 2.567 | 3.046 | 4.343 | 4.597 | 5.095 |

График промене броја становника у току последњих година